# Trochalopteron lineatum
Trochalopteron lineatum là một loài chim trong họ Leiothrichidae.

## Hình ảnh

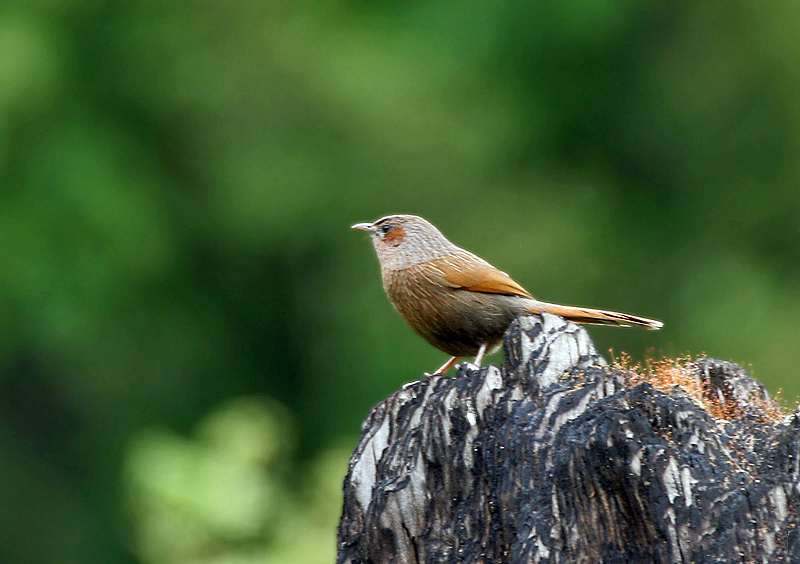
in  Nainital ,Uttarakhand and - Manali District of Himachal Pradesh, India.
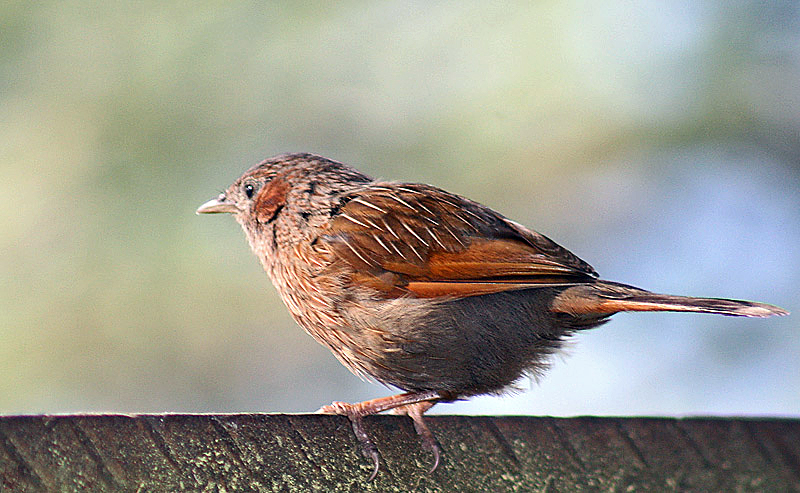
in Kullu - Manali District of Himachal Pradesh and Nainital Uttarakhand, India.
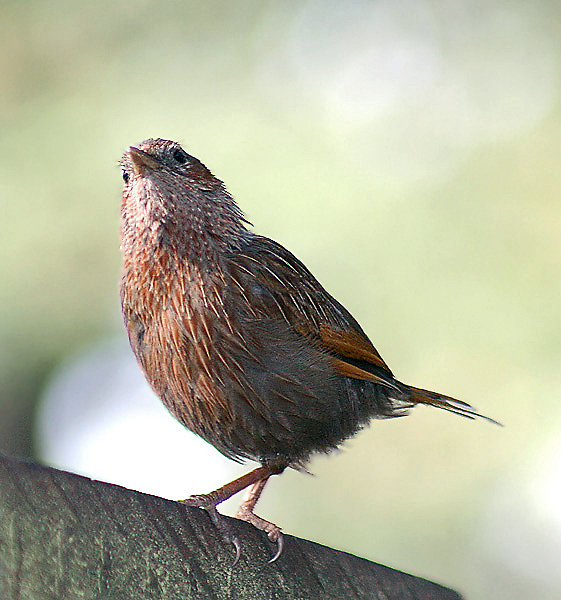
in Nainital Uttarakhand and Manali District of Himachal Pradesh, India.
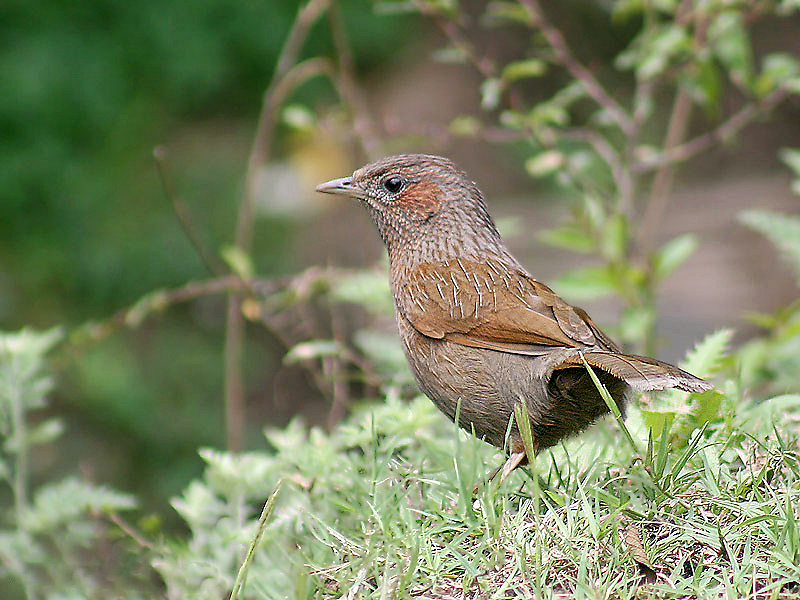
Nainital Uttarakhand, india
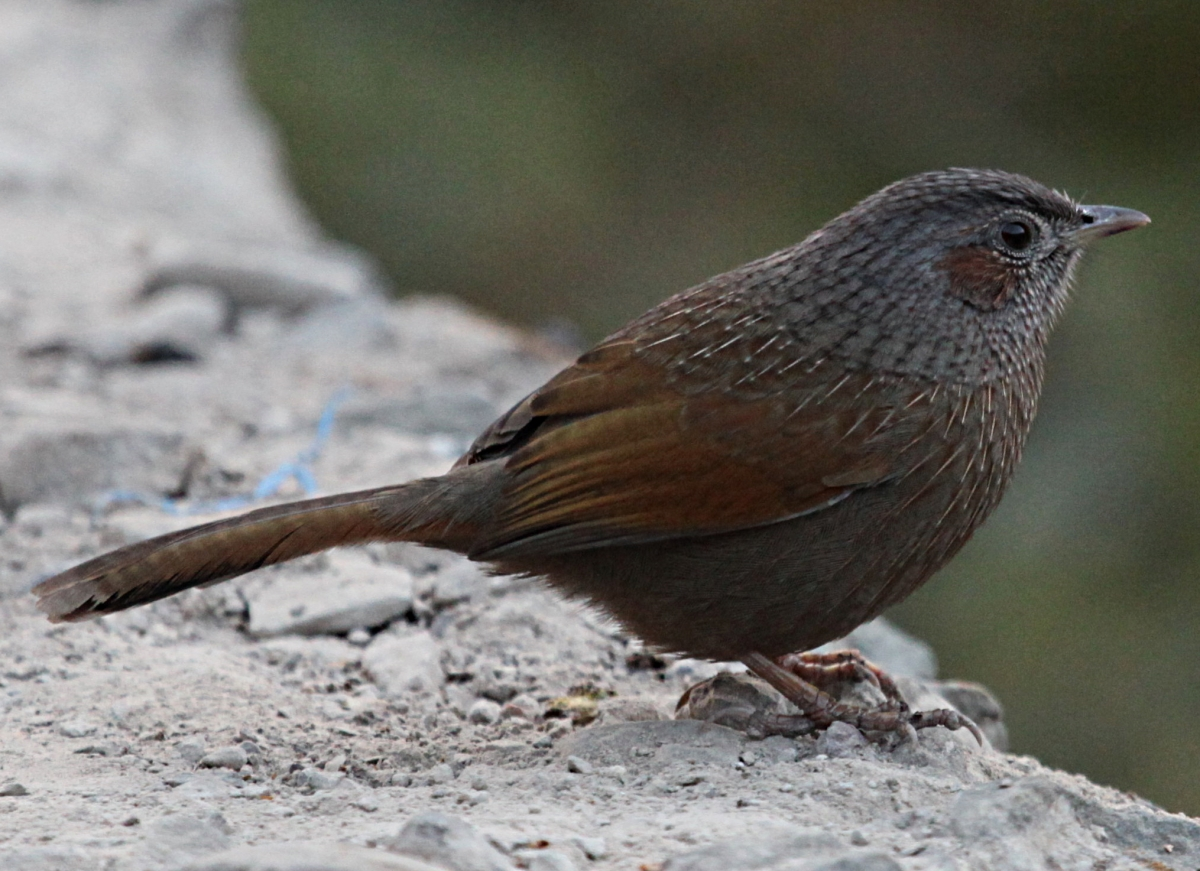
Streaked laughingthrush at Uttarakhand
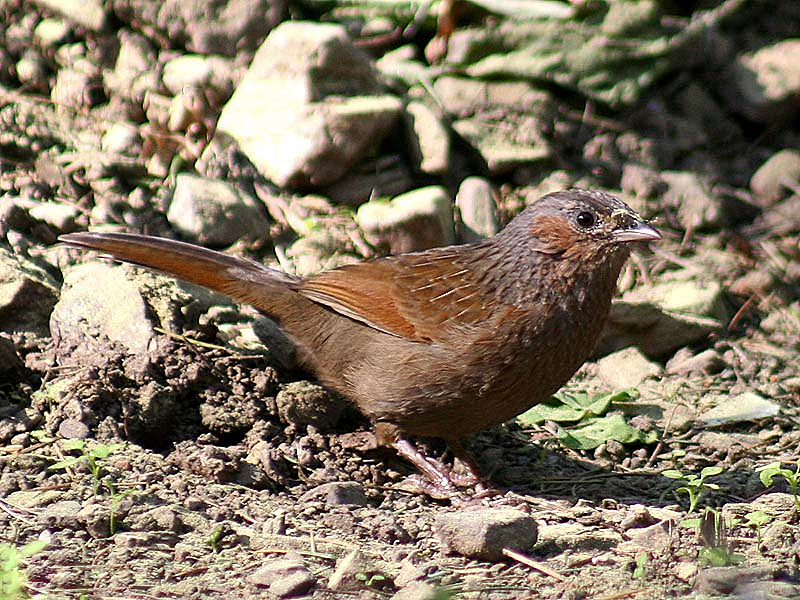
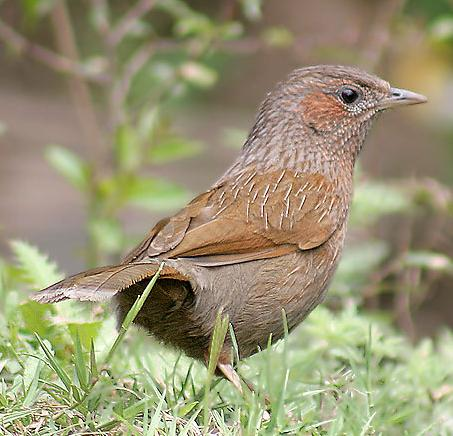
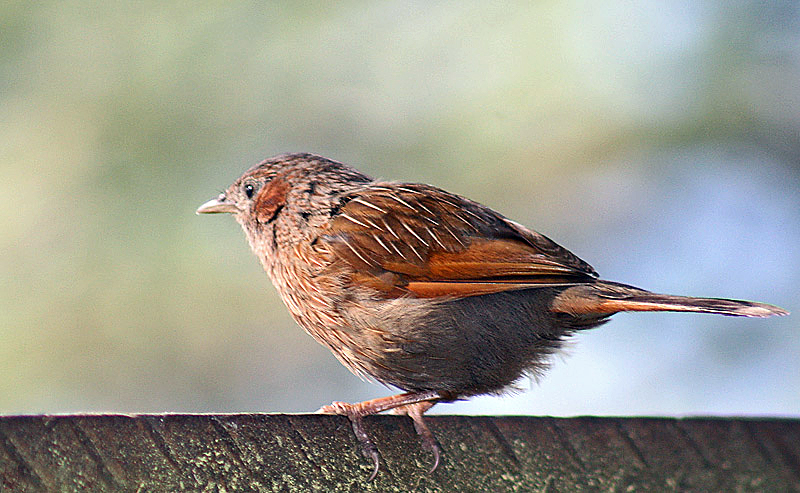